# Flugplatz Skorpion-Mine

i7
i11
i13
Der Flugplatz Skorpion-Mine (englisch Skorpion Mine Aerodrome, ICAO-Code: FYSA) liegt 15 Kilometer nordwestlich von Rosh Pinah in Namibia. Er verfügt über eine Start- und Landebahn mit der Ausrichtung 17/35. Die Piste hat eine Länge von 1750 Metern und eine Breite von 18 Metern. Die Piste und das Vorfeld/Parkfeld haben einen Asphaltbelag.
Der Flugplatz ist für Sichtflug (VFR) zugelassen. Der Flugplatz wird nicht im Linienverkehr bedient. Passkontrolle und Zoll sind für privaten Flugverkehr nicht möglich. Der Flugplatz ist nicht frei zugänglich, sondern basiert auf Prior Permission Required.

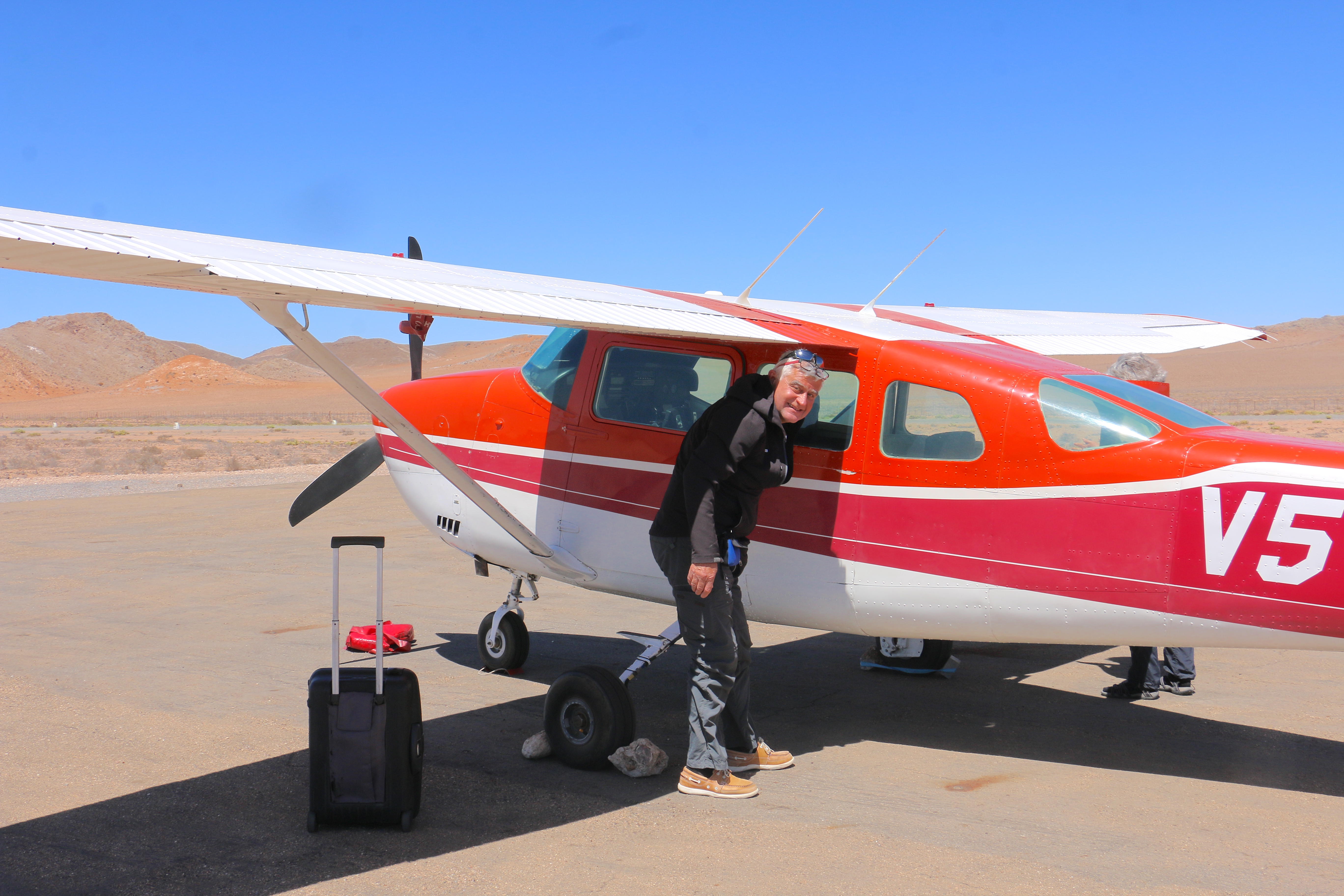
Nach der Landung auf dem Skorpion-Flugplatz (Cessna 206)
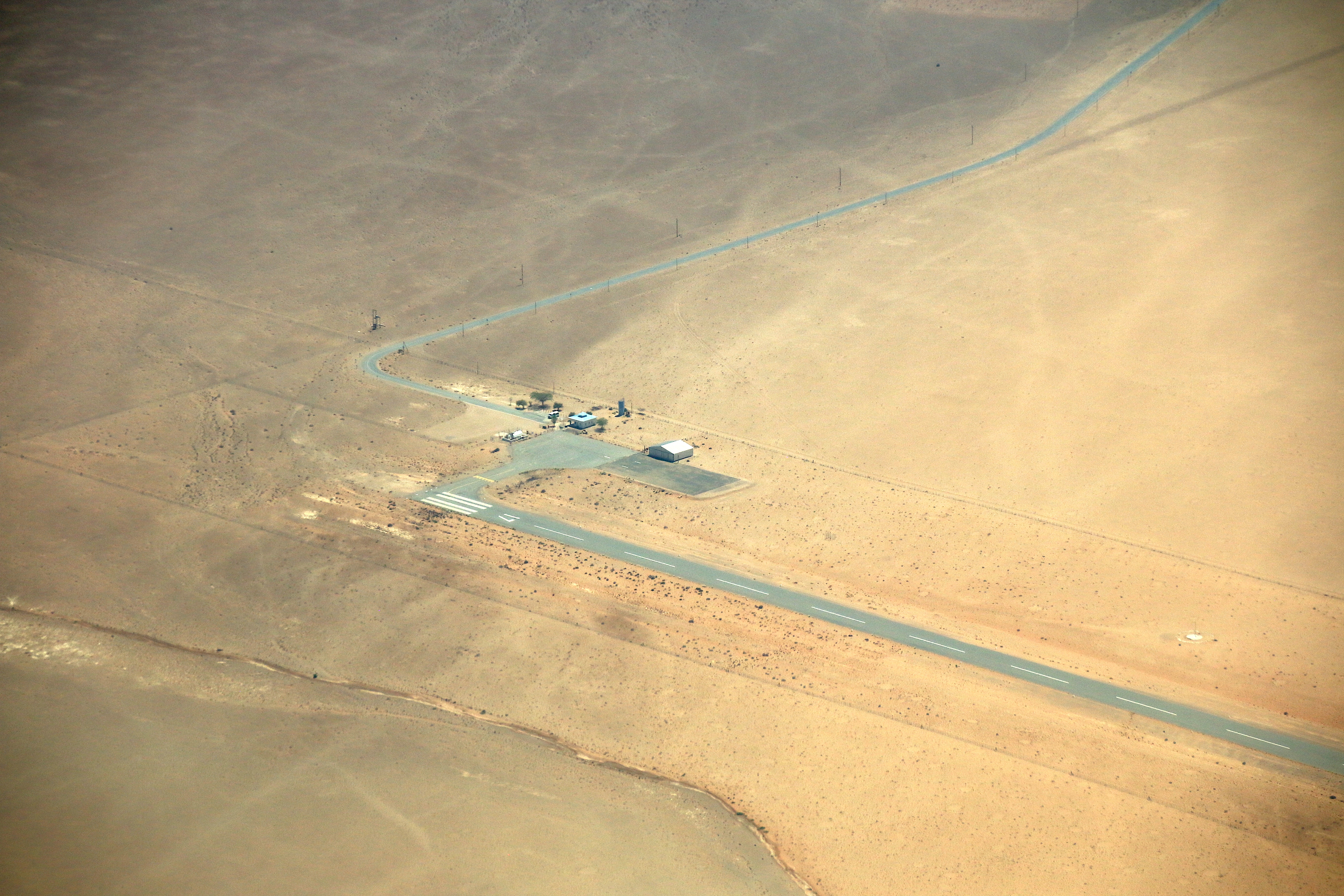
Piste 17, Parkfeld und Zufahrtsstraße
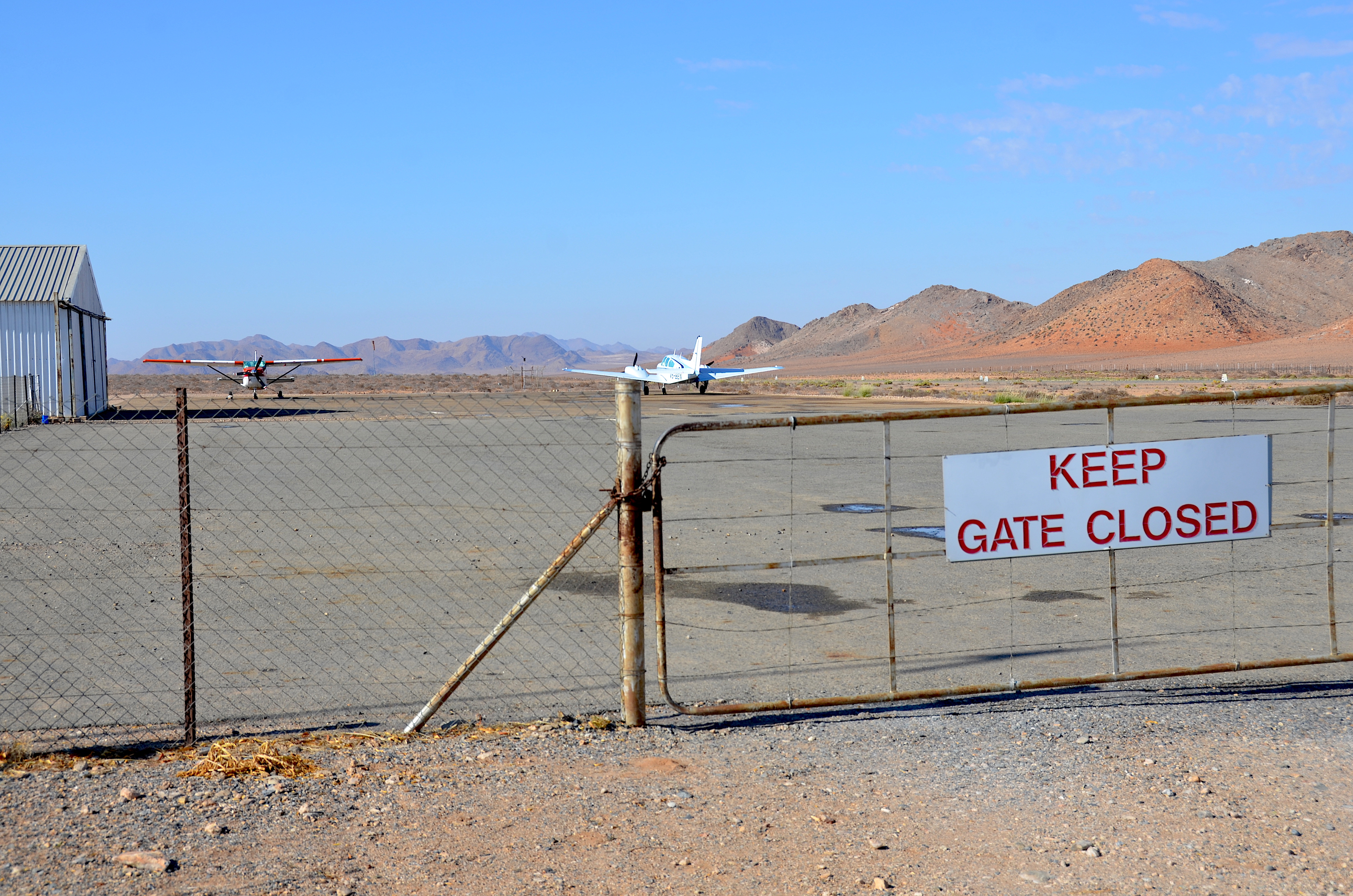
Parkfeld und Hangars